# Sardarpur
Sardarpur là một thị xã và là một nagar panchayat của quận Dhar thuộc bang Madhya Pradesh, Ấn Độ.

## Nhân khẩu
Theo điều tra dân số năm 2001 của Ấn Độ, Sardarpur có dân số 6120 người. Phái nam chiếm 52% tổng số dân và phái nữ chiếm 48%. Sardarpur có tỷ lệ 70% biết đọc biết viết, cao hơn tỷ lệ trung bình toàn quốc là 59,5%: tỷ lệ cho phái nam là 79%, và tỷ lệ cho phái nữ là 60%. Tại Sardarpur, 15% dân số nhỏ hơn 6 tuổi.